# Kamýk nad Vltavou
Kamýk nad Vltavou är en ort i Tjeckien.   Den ligger i regionen Mellersta Böhmen, i den centrala delen av landet, 50 km söder om huvudstaden Prag. Kamýk nad Vltavou ligger 281 meter över havet och antalet invånare är 821.
Terrängen runt Kamýk nad Vltavou är varierad. Kamýk nad Vltavou ligger nere i en dal. Runt Kamýk nad Vltavou är det ganska glesbefolkat, med 35 invånare per kvadratkilometer. Närmaste större samhälle är Příbram, 18,4 km väster om Kamýk nad Vltavou. Omgivningarna runt Kamýk nad Vltavou är en mosaik av jordbruksmark och naturlig växtlighet.